# خضمة باعمر (الضليعة)
'

تعديل مصدري - تعديل

خضمة باعمر هي إحدى قرى عزلة الضليعة بمديرية الضليعة التابعة لمحافظة حضرموت، بلغ تعداد سكانها 65 نسمة حسب تعداد اليمن لعام 2004.